# Draft de la NBA G League de 2023
El Draft de la NBA G League de 2023 se celebró el día 28 de octubre de 2023. Constó de tres rondas.

## Selecciones del draft
|  | Denota jugador que ha sido seleccionado para un NBA Development League All-Star Game(s)                                         |
|  | Denota jugador que ha sido seleccionado para un NBA Development League All-Star Game(s) y también elegido en el Draft de la NBA |
|  | Denota jugador elegido también en el Draft de la NBA                                                                            |

### Primera ronda
| Pick | Jugador              | Pos. | Nacionalidad   | Equipo                                     | Universidad / Club |
| ---- | -------------------- | ---- | -------------- | ------------------------------------------ | ------------------ |
| 1    | Jack White           | A    | Australia      | Texas Legends (traded to South Bay Lakers) | Duke               |
| 2    | Teafale Lenard Jr.   | B/A  | Estados Unidos | South Bay Lakers                           | Middle Tennessee   |
| 3    | David Muoka          | P    | Hong Kong      | Capital City Go-Go                         | UNLV               |
| 4    | Javonte Perkins      | B/A  | Estados Unidos | College Park Skyhawks                      | Saint Louis        |
| 5    | Will Richardson      | B    | Estados Unidos | Grand Rapids Gold                          | Oregon             |
| 6    | Pavel Savkov         | B    | Rusia          | Birmingham Squadron                        | Rusia              |
| 7    | David Shriver        | B/A  | Estados Unidos | Austin Spurs                               | VCU                |
| 8    | Isiaih Mosley        | B    | Estados Unidos | Greensboro Swarm                           | Missouri           |
| 9    | Logan Johnson        | B    | Estados Unidos | Oklahoma City Blue                         | Saint Mary's       |
| 10   | Karolis Lukošiūnas   | B/A  | Lituania       | Salt Lake City Stars                       | Lituania           |
| 11   | Myles Burns          | A    | Estados Unidos | Raptors 905                                | Ole Miss           |
| 12   | Janiel Romer Rosario | A    | Estados Unidos | Capitanes de Ciudad de México              | Texas A&M–Commerce |
| 13   | Bryson Warren        | B    | Estados Unidos | Sioux Falls Skyforce                       | Overtime Elite     |
| 14   | Olisa Akonobi        | P    | Nigeria        | Grand Rapids Gold                          | Alabama A&M        |
| 15   | Walter Ellis         | B    | Estados Unidos | Grand Rapids Gold                          | Grand Canyon       |
| 16   | Marcus Burk          | B    | Estados Unidos | Santa Cruz Warriors                        | IUPUI              |
| 17   | NaNa Opuku           | A    | Estados Unidos | Texas Legends                              | Mount St. Mary's   |
| 18   | Maxime Carene        | P    | Francia        | Texas Legends                              | Francia            |
| 19   | Jamal Bey            | B    | Estados Unidos | Westchester Knicks                         | Washington         |
| 20   | Manny Camper         | A    | Estados Unidos | Sioux Falls Skyforce                       | Siena              |
| 21   | Jaycee Hillsman      | B    | Estados Unidos | Osceola Magic                              | Illinois State     |
| 22   | Brandon Rachal       | B    | Estados Unidos | Rip City Remix                             | Tulsa              |
| 23   | Elijah Harkless      | B    | Estados Unidos | Agua Caliente Clippers                     | UNLV               |
| 24   | Anthony Nelson       | B    | Estados Unidos | Delaware Blue Coats                        | Manhattan          |
| 25   | Kok Yat              | A    | Estados Unidos | Iowa Wolves                                | Overtime Elite     |
| 26   | Lance Thomas         | A    | Estados Unidos | Oklahoma City Blue                         | South Alabama      |
| 27   | Arinze Chidom        | A    | Estados Unidos | Santa Cruz Warriors                        | UC Riverside       |
| 28   | Jared Wilson-Frame   | B    | Estados Unidos | College Park Skyhawks                      | Pittsburgh         |
| 29   | Myron Gardner        | A    | Estados Unidos | Wisconsin Herd                             | Little Rock        |
| 30   | Wendell Green Jr.    | B    | Estados Unidos | Maine Celtics                              | Auburn             |

### Segunda ronda
| Pick | Jugador           | Pos. | Nacionalidad   | Equipo                        | Universidad / Club      |
| ---- | ----------------- | ---- | -------------- | ----------------------------- | ----------------------- |
| 1    | JD Tsasa          | A    | Estados Unidos | Texas Legends                 | USA                     |
| 2    | Scottie Lewis†    | B    | Estados Unidos | Windy City Bulls              | Florida                 |
| 3    | Eric Williams Jr. | B    | Estados Unidos | Canton Charge                 | San Diego               |
| 4    | Tray Maddox       | B    | Estados Unidos | Osceola Magic                 | Western Michigan        |
| 5    | –                 | –    | –              | Grand Rapids Gold             | –                       |
| 6    | Kalob Ledoux      | B    | Estados Unidos | Stockton Kings                | Louisiana Tech          |
| 7    | –                 | –    | –              | Wisconsin Herd                | –                       |
| 8    | Sincere Carry     | B    | Estados Unidos | Memphis Hustle                | Kent State              |
| 9    | Alex Hunter       | B    | Estados Unidos | Stockton Kings                | Furman                  |
| 10   | Sam Daniel        | A    | Estados Unidos | College Park Skyhawks         | Florida Tech            |
| 11   | Nojel Eastern     | B    | Estados Unidos | Iowa Wolves                   | Howard                  |
| 12   | David Bell        | P    | Estados Unidos | Agua Caliente Clippers        | Jacksonville            |
| 13   | Stephan Hicks     | B    | Estados Unidos | Fort Wayne Mad Ants           | Cal State Northridge    |
| 14   | –                 | –    | –              | Capitanes de Ciudad de México | –                       |
| 15   | Darius Mickens    | B    | Estados Unidos | Osceola Magic                 | Cal State San Bernadino |
| 16   | –                 | –    | –              | Santa Cruz Warriors           | –                       |
| 17   | Keyshawn Bryant   | A    | Estados Unidos | Windy City Bulls              | South Florida           |
| 18   | Kevin McClain     | B    | Estados Unidos | Rip City Remix                | Belmont                 |
| 19   | Davion Warren     | B    | Estados Unidos | Memphis Hustle                | Texas Tech              |
| 20   | David Sloan       | B    | Estados Unidos | Fort Wayne Mad Ants           | East Tennessee State    |
| 21   | –                 | –    | –              | Fort Wayne Mad Ants           | –                       |
| 22   | –                 | –    | –              | Westchester Knicks            | –                       |
| 23   | –                 | –    | –              | Delaware Blue Coats           | –                       |
| 24   | –                 | –    | –              | Delaware Blue Coats           | –                       |
| 25   | Isaiah Wade       | A    | Estados Unidos | Osceola Magic                 | Central Oklahoma        |
| 26   | Isaac Johnson     | A    | Estados Unidos | Salt Lake City Stars          | Appalachian State       |
| 27   | Denzel Mahoney    | B    | Estados Unidos | Iowa Wolves                   | Creighton               |
| 28   | –                 | –    | –              | Texas Legends                 | –                       |
| 29   | –                 | –    | –              | Texas Legends                 | –                       |
| 30   | –                 | –    | –              | Agua Caliente Clippers        | –                       |

### Tercera ronda
| Pick | Jugador        | Pos. | Nacionalidad   | Equipo                   | Universidad / Club     |
| ---- | -------------- | ---- | -------------- | ------------------------ | ---------------------- |
| 1    | Robert Johnson | B    | Estados Unidos | Motor City Cruise        | Indiana                |
| 2    | Kyree Walker   | A    | Estados Unidos | Rio Grande Valley Vipers | Hillcrest Prep Academy |